# Atlantocuma elongatum
Atlantocuma elongatum är en kräftdjursart som beskrevs av Michel Ledoyer 1993. Atlantocuma elongatum ingår i släktet Atlantocuma och familjen Bodotriidae. Inga underarter finns listade i Catalogue of Life.